# 可爱的中国 (电影)
《可爱的中国》是上影集团向中华人民共和国成立60周年制作的历史类影片，2009年08月20日在中国大陆首映。本片由胡雪杨导演，任程伟在片中饰演男主角方志敏，王雅捷饰演其妻子。
本片以三段式的结构，用中共早期领导人方志敏三篇遗作《血肉》、《清贫》、《可爱的中国》为标题基础构筑全片，通过红十军突围、被捕前后、狱中斗争等时空交叉，讲述其一生的故事。影片以波澜壮阔的战争场面，坚定不移的理想信念，感人肺腑的清廉行为，令人信服的高尚人格，塑造了一代伟人方志敏的光辉形象。本片是大银幕上第一次以主角身份讲述方志敏的故事。
该片被中宣部和国家广电总局列为“庆祝新中国成立60周年影片第二批重点推荐影片”。

## 形象
电影中的方志敏形象平和朴实，声音沙哑、身躯佝偻，却有着坚不可摧的内心世界和对理想、信念的执着追求，充满了人格魅力和撼人心魄的力量。